# Гальянов, Николай Михайлович
Николай Михайлович Гальянов — советский хозяйственный, государственный и политический деятель.

## Биография
Родился в 1917 году в деревне Щербинино. Член КПСС.
Выпускник Свердловского горно-металлургического техникума и Уральского политехнического института.
С 1933 года — на хозяйственной, общественной и политической работе. В 1933—1970 гг. — слесарь, начальник цеха, главный инженер Кыштымского медеэлектролитного завода, главный инженер, директор Пышминского медеэлектролитного завода.
Почётный гражданин города Верхняя Пышма.
Умер в Верхней Пышме в 1985 году.